# Хвощ багновий
Хвощ багновий, хвощ річковий (Equisetum fluviatile) — багаторічна трав'яниста рослина родини хвощові (Equisetaceae). Етимологія: лат. fluvius — «річка».

## Опис
Стебла мономорфні, зелені, гладкі, нерозгалужені або розгалужені у верхній частині, 35–115(-150) см, порожнистий центр. 2n =216. Хвощ відтворюється в основному вегетативно кореневищами. Спори виробляються в тупих конусами на кінцях деяких стебел. Спорові шишки жовтувато-зелені, 1-2 см завдовжки і 1 см шириною, з численними лусочками. E. fluviatile найбільш часто плутають з E. palustre, який має більш грубе стебло з меншою порожниною в центрі й довгі спорові конуси 2–4 см завдовжки.

## Поширення
Вид трапляється протягом більшої частини Північної півкулі, від Європи (у тому числі України) на схід через територію Туреччини, Сибіру, Кавказу, Казахстану та Монголії, до Далекому Сходу Росії, Китаю, Японії, Корейського півострову, а також у Квінсленді в північній Австралії і в більшій частині півночі Північної Америки. Зазвичай є рослиною канав, ставків, озер, заводей великих річок і мокрих лук, боліт і заболочених лісів. Зазвичай зростає в щільних колоніях.

## Використання
Ранні пагони є їстівними. Медикаментозно він використовувався стародавніми греками і римлянами, щоб зупинити кровотечу і для лікування захворювань нирок, виразки і туберкульозу. Стебла іноді поїдають водоплавні. Хвощі поглинають важкі метали з ґрунту, і часто використовуються в біопробах на метали.

## Галерея

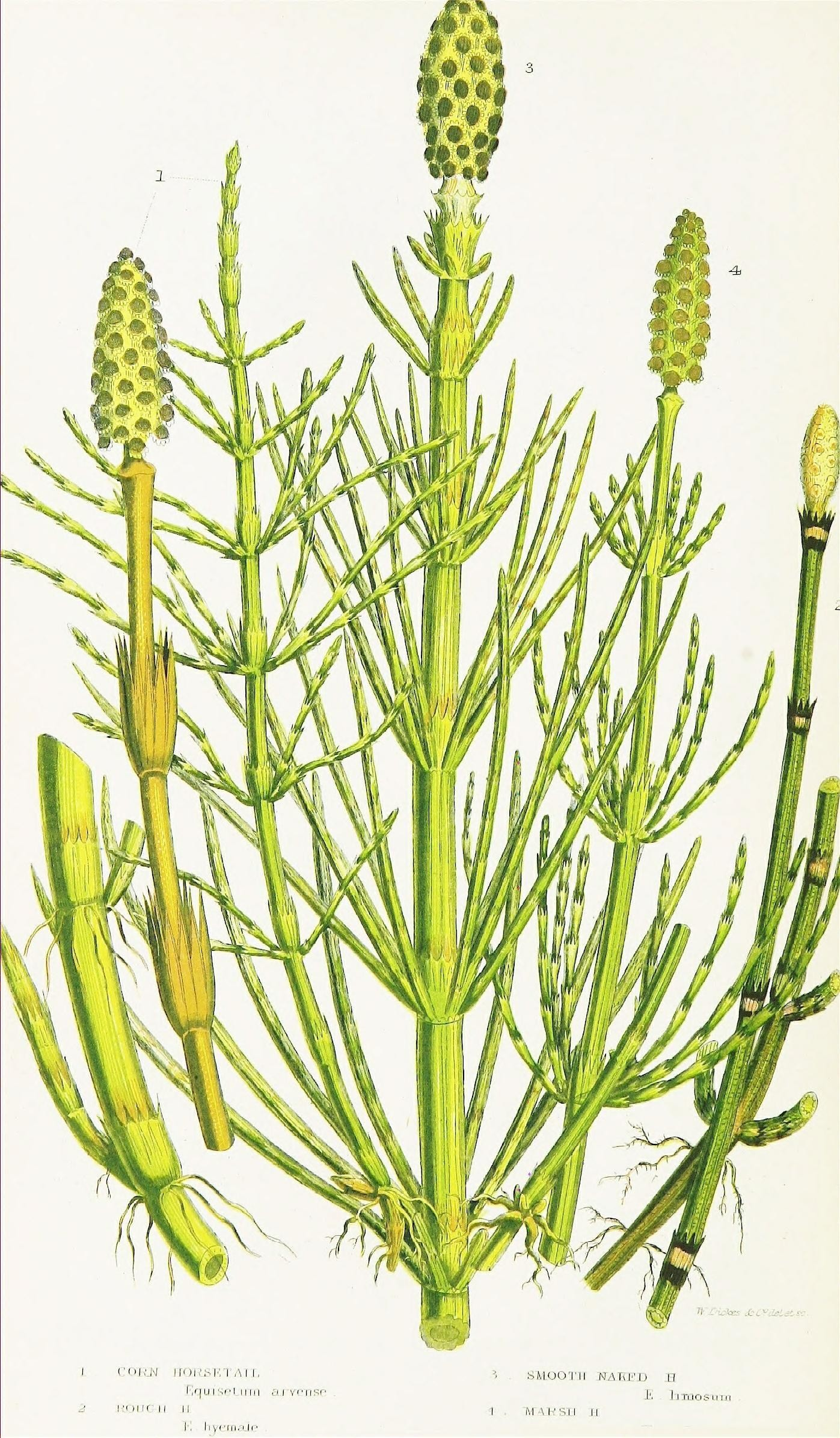
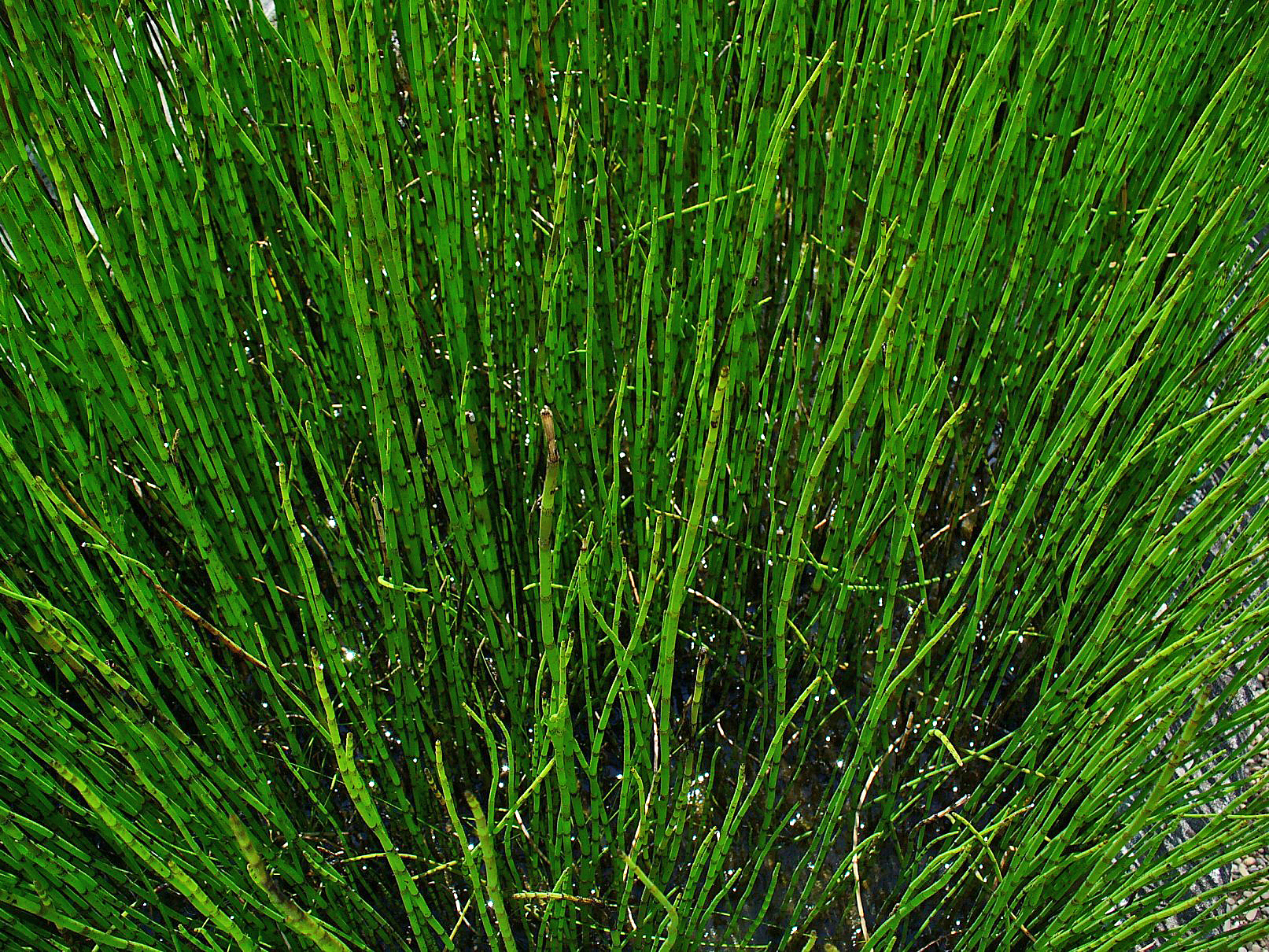
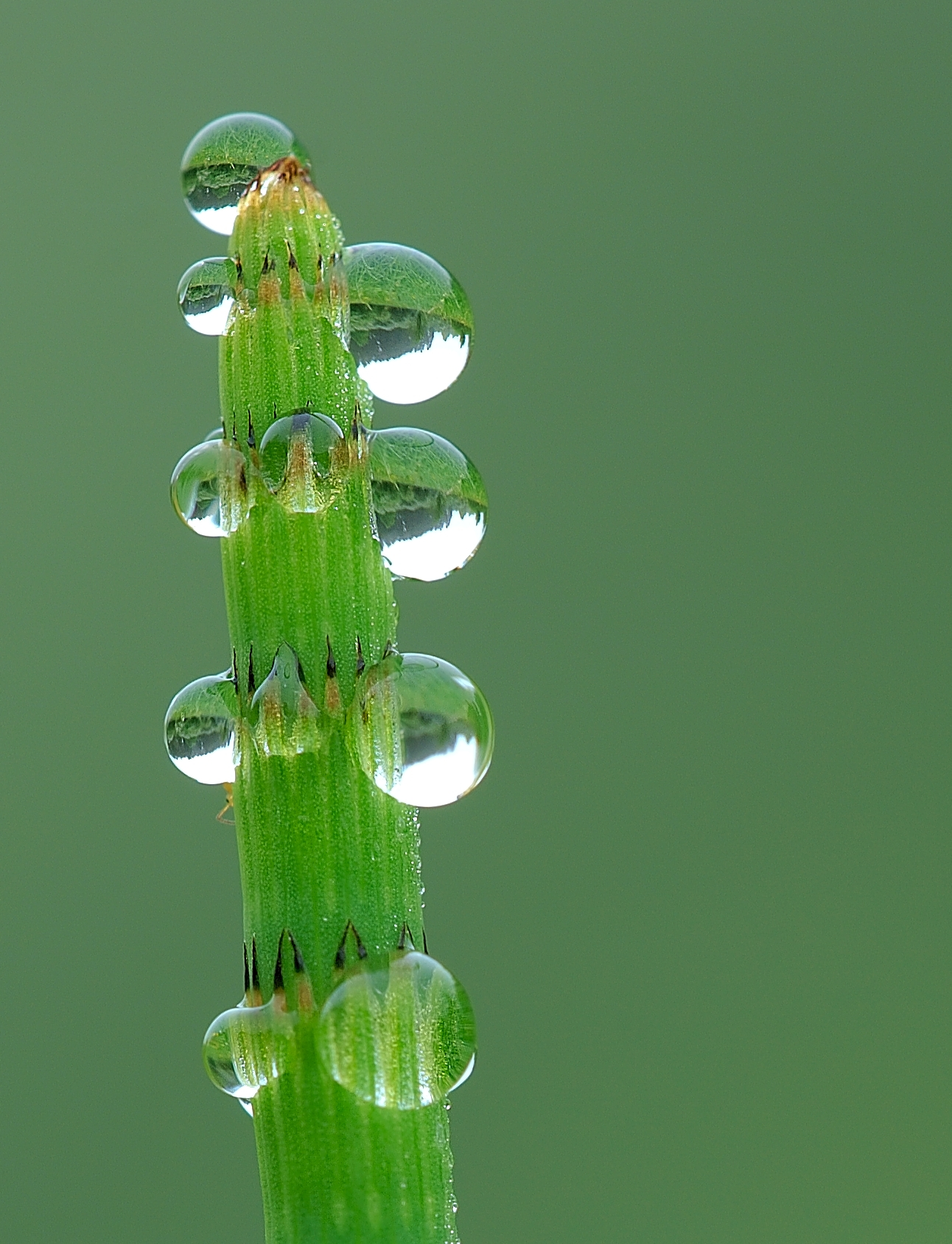
Гутація
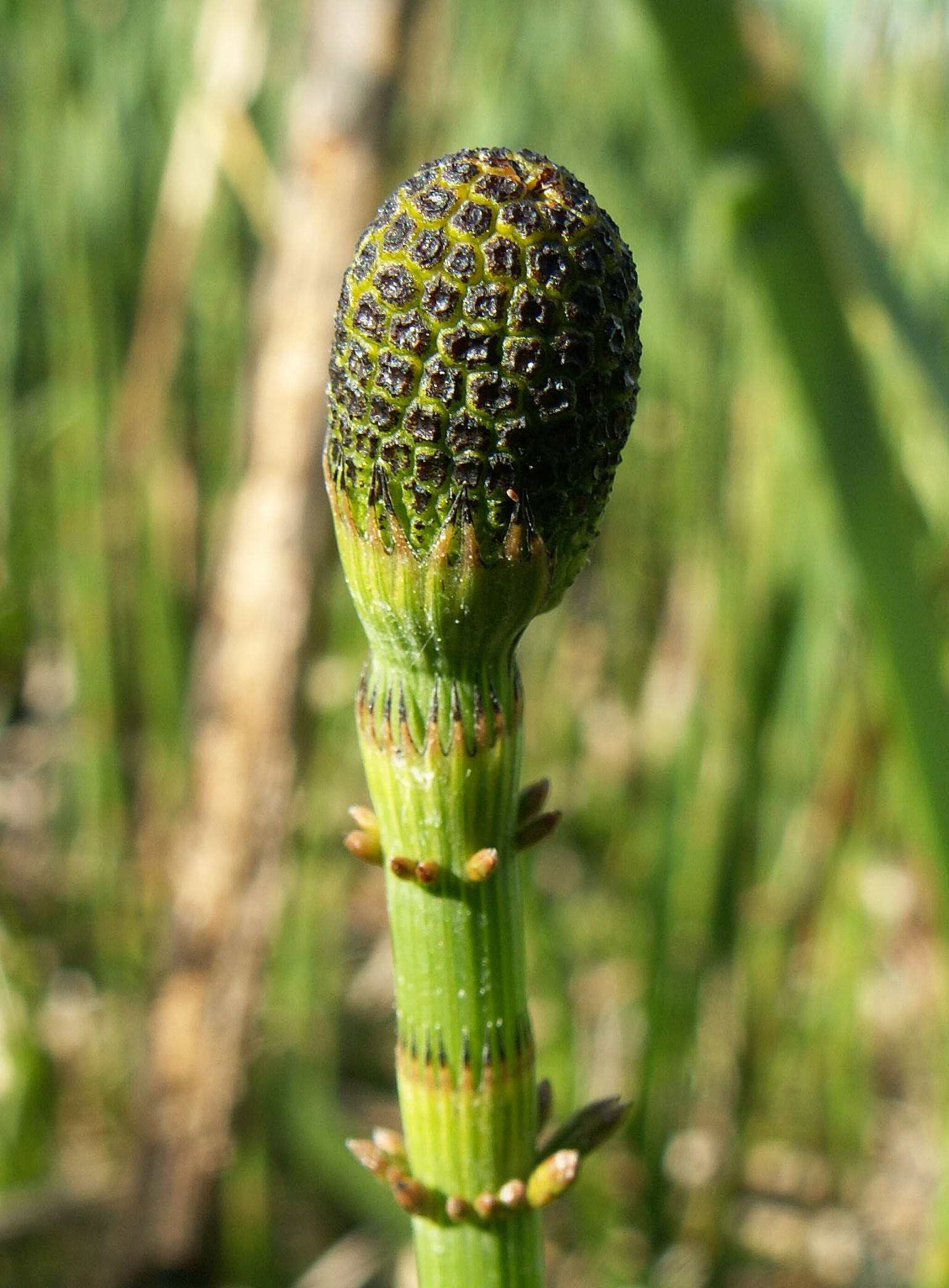
Стробіли